# 天草市立牛深中学校
天草市立牛深中学校（あまくさしりつ うしぶかちゅうがっこう）は、熊本県天草市牛深町にある中学校。

## 沿革
- 1947年（昭和22年） - 牛深町立牛深中学校創立
- 1950年（昭和25年） - 大島分校開校
- 1951年（昭和26年） - 天附中学校が独立
- 1954年（昭和29年） - 牛深市立牛深中学校と改称
- 1963年（昭和38年） - 大島分校が大島中学校として独立
- 1975年（昭和50年） - 大島中学校を統合
- 2004年（平成16年） - 天附中学校を統合
- 2005年（平成17年） - 魚浦中学校を統合
- 2006年（平成18年） - 天草市立牛深中学校と改称

## クラブ活動

### 運動部
- 野球部
- サッカー部
- 陸上競技部
- 男子テニス部
- 女子テニス部
- 女子バレー部
- 男子バスケ部
- 女子バスケ部
- 剣道部
- 柔道部
- 卓球部

### 文化部
- 吹奏楽団
- 文化・書道部

## 学校周辺
- 熊本県道35号牛深天草線
- 須口浦
- 牛深須口簡易郵便局
- 天草市立牛深幼稚園